# Blokkhaus
Blokkhaus ist ein Album des deutschen Rappers Blokkmonsta. Es erschien am 12. September 2014 über das Independent-Label Hirntot Records.

## Titelliste
1. B.L.O.K.K.
2. Underdogs (mit MC Bogy)
3. Deus Ex (mit 4.9.0 Friedhof Chiller)
4. Fuck You
5. Staatsfeind 2 (mit Toni der Assi)
6. Kalt in den Herzen (mit Tamas)
7. Cuba Libre
8. Du willst Schläge?! (mit Eko Fresh)
9. Was der Mensch nicht kennt (mit RAF Camora)
10. Countdown
11. Block zu Block (mit Kool Savas)
12. Meine Jungs
13. Gangster tanzen zu meinem Sound 2014
14. Blokk Raiders (mit SpaceGhostPurrp und Yung Simmie)
15. Bang! Bang!
16. Willkommen in Miami
17. Was soll’n wir mache? (mit Vero One)
18. Real Talk (mit Greckoe)
19. Blokkhaus Allstars (mit Gipsy, Basstard, Skinny Al, Schwartz, Baba Saad, 4.9.0 Friedhof Chiller, Toni der Assi, Liquit Walker, Serk, Rako, Tamaș, 4.9.0 Strassen Spieler, Perverz, Prinz Pi, Greckoe, MC Bogy, Isar, Vero One, B-Lash, Automatikk, B-Tight, Manny Marc, Kontra K, DCVDNS, Herzog, Dapharao, Crystal F, Capkekz, Sinan G, Ali As, Uzi, Vapeilas, Vokalmatador, Smoky und SpaceGhostPurrp)

## Versionen
Blokkhaus erschien als Standardversion sowie als limitierte „Blokkbox“. Die Box enthält neben dem Album ein signiertes Poster, Sammelkarten, die Instrumental-Versionen der Stücke, ein T-Shirt sowie die Doppel-DVD „Blokkhaus Enzyklopädie“.

## Rezeption

### Charts
Blokkhaus stieg auf Platz 10 der deutschen Album-Charts ein. Damit ist es die bislang erfolgreichste Veröffentlichung Blokkmonstas.

### Kritik
Die E-Zine Laut.de bewertete Blokkhaus mit drei von möglichen fünf Punkten. Aus Sicht der Redakteurin Laura Sprenger besticht das Album „mit Abwechslungsreichtum und hochwertigen Produktionen“. Die charakteristische „aggressiv-drückende Stimme und die gewalttätigen Texte“ seien jedoch Geschmackssache. Insbesondere die große, „teils überraschende Auswahl“ an Gastbeiträgen wird gelobt. So glänze etwa RAF Camora in Was der Mensch nicht kennt, während Eko Fresh auf Du willst Schläge!? Humor beweise. Kool Savas setze zudem „mit lyrischer Finesse und hoher Stimme einen schönen Kontrast zu Blokks Holzhammer-Methode“. Mit unter anderem Prinz Pi, Kontra K und DCVDNS auf Blokkhaus Allstars beweise Blokkmonsta, „dass er über seine eigene Nische hinaus große Akzeptanz“ genieße.